# Geckolepis maculata
Espèce
Synonymes
- Geckolepis humbloti Vaillant, 1887

Statut de conservation UICN

 LC  : Préoccupation mineure
Geckolepis maculata est une espèce de geckos de la famille des Gekkonidae.

## Répartition
Cette espèce se rencontre à Madagascar, à Mayotte et à la Grande Comore.

## Description
C'est un gecko nocturne assez massif, avec des écailles apparentes, voire très apparentes. Les pattes sont massives, et la tête épaisse. Il est de couleur marron-crème, avec des bandes transversales noires, irrégulières en approchant de la tête.

## Publication originale
- Peters,  1880 : Über die von Hrn. J. M. Hildebrandt auf Nossi-Bé und Madagascar gasammelten Säugethiere und Amphibien. Monatsberichte der Königlich Preussischen Akademie der Wissenschaften zu Berlin, vol. 1880, p. 508-511 (texte intégral).